# Карлссон, Микаэль (гитарист)
Микаэль Карлссон (швед. Mikael Karlsson), известный также под псевдонимом Vigilante Carlstroem (родился 30 октября 1978) — шведский музыкант, гитарист рок-группы The Hives.

## Биография
Начал играть на гитаре в возрасте 10 лет, на него влияние оказали группы Sex Pistols, Dead Kennedys и некоторые панк-коллективы Швеции. Является гитаристом группы The Hives с момента её образования. Прославился не только благодаря выступлению в ней, но и благодаря записи песни Ge Fan I Våra Vatten (со швед. — «Прочь из наших вод, чёрт возьми») в защиту территориальных вод Швеции от незаконного морского промысла.

## Дискография

### The Hives
- Barely Legal (1997)
- Veni Vidi Vicious (2000)
- Tyrannosaurus Hives (2004)
- The Black and White Album (2007)
- Lex Hives (2012)

### The Dragtones
- Drag (2012)

### Профили
- Официальный сайт The Hives Архивная копия от 12 марта 2008 на Wayback Machine
- Официальная страница Карлссон, Микаэль (гитарист) (англ.) на сайте Myspace

### Интервью
- Live Daily Interview
- Punk TV Interview
- The Wawe Mag Interview